# Der Computer Nr. 3
Der Computer Nr. 3 est une chanson en allemand interprétée par France Gall. Elle est sortie en Allemagne en single sur le label Decca Records en 1968.
Avec cette chanson, France Gall a participé et terminé à la troisième place au Concours de schlager allemand de 1968 (de).

## Thème de la chanson
Le refrain commence ainsi: 	

« L'ordinateur n° 3
cherche le bon garçon pour moi.
L’ordinateur sait exactement
quelle est la femme idéale pour chaque homme. »

## Développement et composition
La chanson a été écrite par Christian Bruhn et Georg Buschor. L'enregistrement a été produit par Werner Müller.

## Liste des pistes
Single 7" 45 tours (1968, Decca D 19 935, Allemagne)
1. Der Computer Nr. 3 (2:55)
2. Alle reden von der Liebe (2:46)[2]

## Classements
| Classement (1969)            | Meilleure position |
| ---------------------------- | ------------------ |
| Allemagne (Media Control AG) | 24                 |